# Аржантонне
Аржантонне (фр. Argentonnay) — муніципалітет у Франції, у регіоні Нова Аквітанія, департамент Де-Севр. Аржантонне утворено 1 січня 2016 року шляхом злиття муніципалітетів Аржантон-ле-Валле, Ле-Брей-су-Аржантон, Ла-Шапель-Годен, Ла-Кудр, Мутьє-су-Аржантон i Юлько. Адміністративним центром муніципалітету є Аржантон-ле-Валле. Населення — 3213 осіб (01.01.2021).